# Nacka
Nacka este un oraș în Suedia.